# Belvì
Belvì is een gemeente in de Italiaanse provincie Nuoro (regio Sardinië) en telt 739 inwoners (31-12-2004). De oppervlakte bedraagt 18,10 km², de bevolkingsdichtheid is 41 inwoners per km².

## Geografie
Belvì grenst aan de volgende gemeenten: Aritzo, Atzara, Desulo, Meana Sardo, Sorgono, Tonara.
Aritzo · Atzara · Austis · Belvì · Birori · Bitti · Bolotana · Borore · Bortigali · Desulo · Dorgali · Dualchi · Fonni · Gadoni · Galtellì · Gavoi · Irgoli · Lei · Loculi · Lodine · Lodè · Lula · Macomer · Mamoiada · Meana Sardo · Noragugume · Nuoro · Oliena · Ollolai · Olzai · Onanì · Onifai · Oniferi · Orani · Orgosolo · Orosei · Orotelli · Ortueri · Orune · Osidda · Ottana · Ovodda · Posada · Sarule · Silanus · Sindia · Siniscola · Sorgono · Teti · Tiana · Tonara · Torpè
1. ↑  https://demo.istat.it/?l=it.